# 喀喇昆仑断层系统
喀喇昆仑断层是喜马拉雅区域一套斜滑断层系统。沿着断层的滑动加速了喜马拉雅山弧的放射状扩张、帕米尔高原的向北缩进:369–378和青藏高原的向东挤压。:428–447以目前的板块运动计算，印度洋板块和欧亚板块的汇聚在喜马拉雅-帕米尔地区西部可达44±5mm/年，东喜马拉雅地区达50±2mm/年。:425–478

## 起源
喀喇昆仑断层起源于特提斯洋的闭合。喀喇昆仑断层自身并非板块边界，不过在与印度河-雅鲁藏布江缝合带相连的地方可能是。:171–186链接帕米尔高原现存的逆冲断层，可以推断原始的逆冲断层出现于17至20 Ma。

### 演化
喀喇昆仑断层是右侧滑断层，大约于20 Ma开始错动。在约14 Ma时变成以普通断层为主导。这一结论由氩氩测年法的结果推出。:1–26到10-11 Ma，喀喇昆仑断层变成了以反张力作用为主，并向西南延伸进西藏。西南端的延伸可以从今日的冈仁波齐峰周边活跃的南冈仁波齐冲断层观察到。:451–454

## 长度
基于中喀喇昆仑地区的地图，:47–73:603–606:358:65–82一般认为有一块晚白垩世-始新世花岗岩岩磐沿喀喇昆仑断层向右偏转了1000km，:15085–15117地理位置在西藏南部和拉达克-赞斯卡附近。:923–936部分学者认为这将不同岩磐的花岗岩联系到一起，是不正确的。另一些学者则运用铀铅测年法发现自23 Ma以来其右缘滑动了600km，这个过程很可能从34 Ma就开始了。这个模型中的滑动已经转移到印度河-雅鲁藏布江缝合带和大型香肠构造中。:255–2691990年代初的研究发现这一滑动还转移到藏南脱顶断层中。:587–598根据昆仑岩磐晚古生代花岗岩，喀喇昆仑断层滑动了至少500km。大部分学者倾向于认同动得最少的假说。测量断层沿断层面滑动的距离受到的最大限制，是决定什么地方属于真正的断层，以及哪条断层是独立的。现在有些学者认为喀喇昆仑断层将于冈仁波齐峰附近转化为印度河-雅鲁藏布江缝合带的一部分，另外一些学者则将位于断层东南部的纳木那尼脱顶断层也纳入断层本身。

### 西北部分
喀喇昆仑断层的西北部的争议远比其他区域少。它最远延伸到塔吉克斯坦和新疆边境帕米尔高原的Miuji盆地。喀喇昆仑断层西北部以普通断层运动和右旋走滑位错为主。按阿基尔组的岩石看，这一地区的滑动约有150km，阿基尔组具有含化石碳酸盐岩层。在进入帕米尔地区前，喀喇昆仑断层是两个分离的断层，分别是喀喇昆仑断层自身，和Achiehkopai断层。

### 东南部分
大多数人都同意断层的东南部并入并与西藏西南部的印度河缝合带平行。从印度河和南冈仁波齐断层的偏移来看，喀喇昆仑断层的南部只有120km的右旋是明显的，这一区域的张力几乎完全反映于印度河缝合带南缘的喜马拉雅山脉南北向的收缩。西藏西部，位于北部的约1km宽的包含铲式正断层的断层区域内的新近纪噶尔盆地也承受了喀喇昆仑断层的滑动。:926–945纳木那尼断层系统在南端和喀喇昆仑断层系统连为一体，这使得其南端有约36km宽。:21–34沿缓角度正断层——纳木那尼脱顶断层的发掘可以观察到，断层已经包含了36至66km的滑动。